# 'Stal se jesem
'Stal se jesem v jutro rano, poznata i kao V jutro rano ja se stanem, hrvatska je narodna popijevka na kajkavskomu narječju hrvatskoga jezika. Nadahnula je Josepha Haydn u skladanju austrijske carske himne »Bože, čuvaj cara Franju«, danas njemačke himne. Pretpostavlja se da ju je Haydn čuo od Gradišćanskih Hrvata ili da ju je i sam poznavao, s obzirom na njegovo hrvatsko podrijetlo.

## Obrade
Pjesmu je na »Popevke Prigorja i Zagorja« (1963.) snimila Narodna družina Radiotelevizije Zagreb, u obradi Josipa Stojanovića. Pjesmu su, u međimurskoj obradi, snimili i izvodili Žiga i Bandisti te Tamburaški sastav »Panonci« (album Mila moja, 2017.). Gradišćanskohrvatski glazbeni sastav »Heigeign« snimio je pjesmu na gradišćanskohrvatskom jeziku (joschi, 2008.).
Postoji više inačica pjesme, u Prigorju, Hrvatskom zagorju i Međimurju.

## Inačice

### Bednjanska
V joytre sum sa rune staulo
V joytre sum sa rune staulo,
vuru pred zeru, vuru pred zeru.
Sim po to sa sprehojolo,
još go zerja nie, još go dnavo nie.
Tum si spauzim divojčicu
kok z verto bejži, kok z verto bejži.
V jane rouke ruožu nejsi,
v droyge ružmurin, v droyge ružmurin.
Z rukauvem si souza breiša,
f persoj ju tiši, f persoj ju tiši.
Ko ja tabe, divojčico,Mirko 
ko sa žolestiš, ko sa žolestiš?
Sneči su ma zomuš dauli,
serce ma beli, serce ma beli.
Staurem duofcu, begotušu
ko mi vuoljo nie, ko mi vuoljo nie.
Rojši dečku siremoku,
s kiem mi vuoljo ja, s kiem mi vuoljo ja.

### Gradišćanskohrvatska
V jutro rano
V jutro rano se ja vstanem malo pred zorom.
Ter se k vodici prešećem, da se razhladim.
Zagledal sam divojčicu z vrtla šetajuć.
V jednoj ruki grojze nosi, v drugoj rozmarin.
“Oj Marico, dušo moja, daj da podahnem!”
“Ne dam, ne dam, a i ne smim, ar sam žalostna.”
“Oj Marico, dušo moja, zač si žalostna?”
“Snoć se jesam zaručila, s kim me volja ni.”
“Oj Marico, dušo moja, zač te volja ni?
On ti ima srebra, zlata, da mu broja ni.”
“Ča mi hasni zlato, srebro, kad me volja ni!
Rajše Bog daj siromaha, da me volja je.”

### Suvremena
(Prilagođena suvremenoj kajkavštini.)
Stal se jesem v jutro rano
stal se jesem v jutro rano
malo pred zorju(m)
malo pred zorju(m)

Zestal jesem divojčicu
zestal jesem divojčicu
bregom šetajuč
bregom šetajuč

V levoj ruki grozdek nosi
v levoj ruki grozdek nosi
v desnoj ružmarin
v desnoj ružmarin